# Tangimoana

Tangimoana est une localité située dans la région de Manawatu-Wanganui de l'Île du Nord de la Nouvelle-Zélande.

## Population
Elle a une population de 290 résidents permanents lors du recensement de 2001.

## Situation
Elle est localisée à 15 kilomètres au sud-ouest de la ville de Bulls, et à 30 kilomètres à l’ouest de Palmerston North.
La ville siège sur les berges du fleuve Rangitïkei près de son embouchure. 
Elle s’est développée dans les années 1920 comme une zone de vacances pour la population de la ville de Palmerston North et d’autres villes de l’intérieur du pays.
Tangimoana fut parmi les villes les plus sérieusement affectées par les inondations de 2004.

## Éducation
Il y a une petite école primaire fréquentée par les élèves allant de l’année 1 à 8.  
Les jours de semaine, un service de bus mène les élèves à l’école secondaire localisée à Palmerston North. 

## Activités
Un petit magasin de quartier est ouvert chaque jour et vend les biens de base ainsi que de la nourriture à empoter.
Le « Boating Club» a des installations agréées pour ses membres et pour ses invités. 
Tangimoana est bien connue pour ses attitudes décontractées et est réputée pour ceux, qui cherchent un mode de vie alternatif. 
De nombreux résidents sont des artistes et travaillent le week-end pour des festivals d’Art, pour y exposer leurs œuvres.
Mais Tangimoana a des installations limitées et très peu de possibilité d’emplois.  
La  plupart des résidents se déplacent vers Palmerston North, Feilding ou Levin pour leur travail. 
L’attraction principale est la rivière et la plage, qui sont toutes les deux pleines de calme et de naturel. 
C’est  une plage particulièrement réputée pour les chevaux et les chiens.  
Un véhicule quatre roues motrices est nécessaire pour aller rouler directement dans l’océan.

## Installation du SIGINT
Le Bureau de la sécurité des communications du gouvernement de la Nouvelle-Zélande (en) fait fonctionner ce qui est appelé l' installation d’intereception des communications radio (en) dans le secteur, qui est généralement considéré comme un  signal, intelligence ou une installation SIGINT, fonctionnant sous le couvert du réseau d’espionnages nommé ECHELON, sous les auspices du consortium UKUSA de la "Centrale Intelligence Agencie".